# نیتزان هورویتز
نیتزان هوروویتز (به عبری: נִצָּן הוֹרוֹבִיץ‎ ; تلفظ: Niṣṣān Hôrôvīṣ ; متولد ۲۴ فوریه ۱۹۵۶ میلادی) سیاستمدار و خبرنگار سابق فعال به عنوان وزیر بهداشت اسرائیل در سال‌های ۲۰۲۱ تا ۲۰۲۲ بود. او رهبر سابق حذب مرتز است. وی پیش‌تر گزاشگر ارشد آمریکا و مفسّر برای شرکت خبری اسرائیل (که به عنوان اخبار شبکه ۲ شناخته می‌شود) بود.
او دو دوره کامل در پارلمان اسرائیل (سال‌های ۲۰۰۹الی۲۰۱۵) در لیست مرتز خدمت کرد. پیش از به دست آوردن آراء در کنست، او گزارشگر رویدادهای خارجی و مسئول میز بین‌الملل در Hadashot 10، بخش خبری کانال ۱۰بود. او در سال ۲۰۱۳ برای شهرداری تل آویو نامزد شد. در ژوئن ۲۰۱۹ میلادی، او در انتخابات رهبری مرتز پیروز شد و به عنوان وزیر بهداشت خدمت کرد. در ژوئیه ۲۰۲۲، او اعلام کرد که از رهبری مرتز کناره‌گیری می‌کند.